# بمب‌گذاری نوروز ۱۳۹۷ کابل
بمب‌گذاری مارس ۲۰۱۸ کابل یک بمب‌گذاری انتحاری بود که حدود ساعت ۱۲ ظهر ۲۱ مارس ۲۰۱۸، مقارن با نوروز سال ۱۳۹۷ (خورشیدی)، در نزدیک زیارتگاه سخی شهر کابل، پایتخت افغانستان رخ داد. این بمبگذاری دست کم ۳۳ نفر کشته و بیش از ۶۵ مجروح برجا گذاشت. داعش مسئولیت این حمله را برعهده گرفت.

## واکنش‌ها

### اشرف غنی
اشرف غنی در حالی‌که حملهٔ تروریستی کابل را جنایت ضد بشری دانسته و آن را محکوم می‌کند تأکید می‌ورزد که اقدامات و جنایات تروریستی نمی‌تواند مانع خوشی و سرور، تحصیل، فعالیت‌های روزانه، توسعه، آبادانی و مناسبت‌های ملی و مذهبی‌مان شود.

## مسئولیت حمله
گروه تروریستی داعش با انتشار یک اعلامیه، مسئولیت این حمله را برعهده گرفته و اعلام کرده است که نام این فرد انتحاری طلحه الپشاوری از اقوام پشتون ساکن پشاور پاکستان بوده است.